# Eisarschregatta

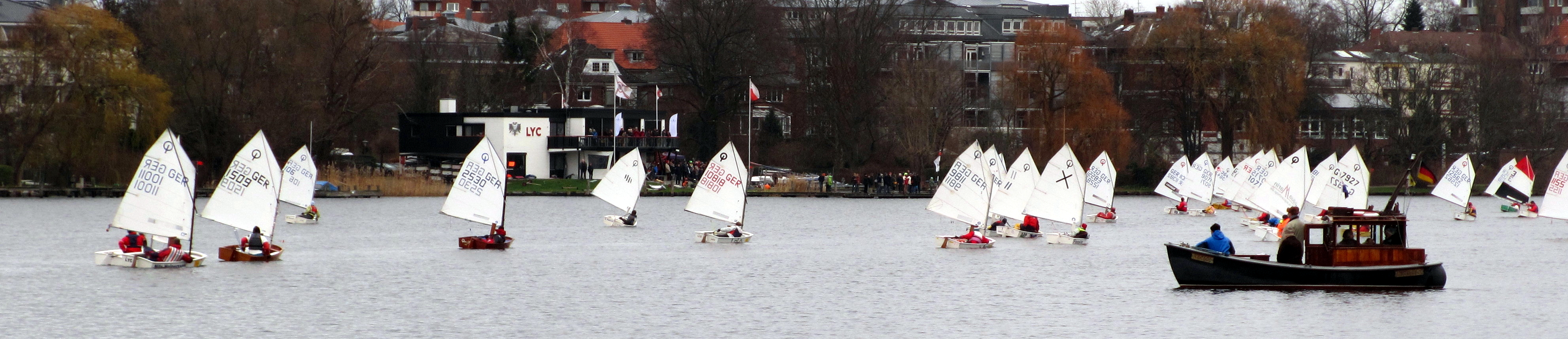
Eisarschregatta 2013; im Hintergrund das Vereinsgebäude des Lübecker Yacht-Clubs

Die Eisarschregatta ist eine norddeutsche Segelveranstaltung, die seit 1969 von der Eisarschgilde des 1898 gegründeten Lübecker Yacht-Clubs auf dem seit dem Mittelalter gestauten Fluss Wakenitz in der Hansestadt Lübeck (Schleswig-Holstein) ausgetragen wird. Als Teilnehmer wurden bis 2018 ausschließlich Männer mit einem Mindestalter von 25 Jahren zugelassen. Im Jahr 2019 wurde das Teilnahmealter auf 21 Jahre gesenkt, Frauen durften zum ersten  Mal mitmachen.

## Geschichte
Die Winterregatta findet jeweils am ersten Sonnabend im Dezember statt. Gesegelt wird in Einhandjollen für Kinder und Jugendliche, den Optimisten. Als größte Herausforderung nennen die erwachsenen Teilnehmer das Einsteigen in die Jollen. Nicht selten gehen sie dabei im winterlich-kalten Flusswasser baden – daher die Bezeichnung für die Regatta.
Starten durften bis 2019 nur Männer über 25 Jahre. Die Teilnehmer werden vor dem Start einschließlich Garderobe gewogen, können jedoch auch in für den Winter ungeeigneter Bekleidung wie einer Badehose vor den Wiegewart treten. Das Startgeld kostet 20 Cent je Kilogramm. Zu gewinnen sind rosarote Kunststoffabgüsse eines Kinderpopos auf Mahagoniplatte. Der Eisarsch geht an den schnellsten Teilnehmer, der Eisarschpokal an den besten auswärtigen Segler sowie der Team-Arsch an die beste Mannschaft.
Gesegelt wird auf einem Dreieckskurs zwischen Falkendamm, dem Gelände des Lübecker Yacht-Clubs an der Roeckstraße und der Moltkebrücke. An der Regatta nehmen Segler aus dem gesamten norddeutschen Raum teil. Zur 37. Regatta im Dezember 2005 waren 176 Segler gemeldet, 136 wurden gewertet.
Der in den Regattastatuten bis einschließlich 2018 vorgesehene Ausschluss von Frauen von einer Teilnahme führte auch zur Kritik. Die Klage einer Seglerin, die sich in den 1980er-Jahren vor Gericht die Teilnahme zu erstreiten versuchte, wurde abgewiesen. Als Begründung, warum Frauen auch in Zukunft ausgeschlossen bleiben sollen, sagte der Organisationsleiter Günter Arndt vom Lübecker Yacht-Club 2003 dem Nachrichtenmagazin Spiegel: „Wenn wir auch Frauen zulassen würden, hätten wir vermutlich schnell mehr Teilnehmer, als wir organisatorisch bewältigen können.“ Für die Teilnahme an der Eisarsch-Regatta am 7. Dezember 2019 meldeten sich mehrere Frauen an.
Die Regatta konnte einschließlich 2023 sieben Mal nicht ausgetragen werden, weil die Wakenitz zugefroren war. Wegen Flaute fiel die Regatta zwei Mal aus. Während der 39. Eisarsch-Regatta am 1. Dezember 2007 bei Windstärke 6 und einer Wassertemperatur von neun Grad kenterten 25 von 110 Teilnehmern. Sieger war zum zweiten Mal nach 2001 Bernhard Krüger vom Seglerverein Trave, der 1983 als 15-Jähriger Deutscher Meister im Optimisten geworden und 2007 Vizeweltmeister in der Klasse Platu 25 gewesen war.
An der Regatta 2008 nahm zum ersten Mal eine Frau teil, jedoch zunächst ohne Wissen der Veranstalter. Die Regatta fiel auf den 6. Dezember, den Nikolaustag, und alle Segler hatten sich als Nikolaus kostümiert. Heike Gercken, Jugendtrainerin des Neustädter Segler-Vereins und zweifache Weltmeisterin im Windsurfen (1999 und 2001), hatte sich mit ihrem korrekten – allerdings sehr undeutlich geschriebenen – Vornamen angemeldet. Ihn interpretierte das Regattabüro als „Heiko“, so wurde ihre Meldung angenommen und sie konnte starten. Im Ziel legte sie den Nikolausmantel ab und stand mit weißem Engelsgewand und Flügeln in der Jolle. „Alle haben’s mit Humor genommen“, sagte sie anschließend. Die Statuten wollte der Veranstalter dennoch nicht ändern und Frauen auch weiterhin ausschließen. „Das war eine einmalige Aktion und nur wegen der Kostümierung möglich“, sagte Frank Schärffe von der Eisarschgilde.
Bekanntester Teilnehmer der Regatta am 1. Dezember 2012 war Simon Grotelüschen, der mit einem Optimisten aus Mahagoni segelte, mit dem er einst das Segeln gelernt hatte. Er landete im Feld von 70 Seglern auf einem der hinteren Ränge, weil der Opti Wasser zog.
Unter 53 Teilnehmern kam 2014 am Nikolaustag bei der 46. Eisarschregatta Meeno Schrader auf den 16. Platz.
2016 herrschte am Wettkampftag Flaute, stattdessen trugen die Segler einen  Gummistiefelweitwurf-Wettbewerb aus.
2017 siegte Matthias Düwel aus Hamburg. Helge Sach hatte noch in der zweiten Kreuz das Feld angeführt; er kenterte jedoch, lenzte den Opti und erreichte Platz neun.
2020 fiel die Regatta, zu der sich 40 Segler angemeldet hatten, wegen der Covid-19-Pandemie aus.
Wegen der Pandemie wurde auch die für 2021 geplante Regatta abgesagt.
Zur Regatta 2022 meldeten sich 58 Teilnehmende an, unter ihnen acht Frauen.
Zur Regatta 2023 war die Wakenitz erneut zugefroren. Stattdessen traten die Seglerinnen und Segler, die dennoch aus ganz Norddeutschland angereist waren, wieder zum Gummistiefelweitwurf an.
Bis 2024 fiel die Regatta elfmal wegen Eisgangs, Flaute oder der Covid-19-Pandemie aus.

## Weitere Eisarschregatten
Der Begriff Eisarsch-Regatta wurde von anderen Seglervereinen für winterliche Segelveranstaltungen übernommen. Die Seglervereinigung Havel e. V. am Berliner Stößensee richtet bereits seit 1983 unter dem Begriff Eisarschel-Wettfahrt eine Eisarsch-Regatta aus. Sie findet alljährlich kurz vor dem Abslippen statt. Zugelassen sind nur die Wasserlieger des Vereins, das heißt die Boote, die im Winter im Wasser bleiben. Gesegelt wird auf der Unterhavel und nach Yardstick.
In Kiel veranstalten der Segelverein Schwentinemünde und die Schwentine-Fahrten-Segler seit 1991 Regatten in Optimisten unter diesem Namen in der Schwentinemündung. Die Segelkameradschaft Buchholz in der Nordheide richtete am 3. Dezember 2005 ihre zweite Eisarschregatta auf dem Buchholzer Stadtteich aus. Nach dem Lübecker Vorbild finden in Österreich auf dem Attersee bei Nußdorf seit 2001 Eisarschregatten statt. Die ab 2008 auf dem Möhnesee ausgetragene Eisarschregatta des Yachtclub Möhnesee bezieht sich in der Ausschreibung sogar ausdrücklich auf das Lübecker Vorbild.